# Элджер, Хорейшо
Горацио Э́лджер (англ. Horatio Alger) (13 января 1832, Челси, Массачусетс, США — 18 июля 1899, Нейтик, там же) — американский писатель, поэт, журналист и священник, считающийся одним из самых плодовитых американских литераторов XIX века. Полное собрание его сочинений составляет порядка ста томов.

## Биография
Родился в семье унитарианского священника; родился раньше срока, поэтому с детства был слаб здоровьем, страдал близорукостью и бронхиальной астмой. Его отец с шестилетнего возраста начал обучать его чтению, письму и религии; в 1842 году он поступил в гимназию в родном городе, однако семья спустя два года была вынуждена из-за финансовых проблем перебраться в сельскохозяйственный город Мальборо, где отец Элджера получил более высокооплачиваемый приход, а Горацио окончил там в пятнадцатилетнем возрасте местную гимназию.
В июле 1848 года он поступил в Гарвардский университет, в котором состоял в студенческом братстве Пси-Бета-Каппа и который с отличием окончил в 1852 году, специализируясь на классической филологии, философии и богословии. В это же время он серьёзно увлёкся литературой и уже в 1849 году продал эссе и два своих стихотворения в бостонский журнал. Вернувшись домой после завершения получения образования, он решил зарабатывать на жизнь писательским трудом и начал сотрудничество с рядом литературных и редакционных журналов. В 1853 году поступил в Богословскую школу при Гарвардском университете, но уже в ноябре того же года оставил её и устроился помощником редактора в Boston Daily Advertiser. В 1854 году Элджер оставил эту работу, к которой у него не лежала душа, и устроился преподавателем литературы в школу-интернат для мальчиков в Род-Айленде, а в 1856 году, когда школа была закрыта, стал сотрудником Дилбиртской академии. В 1856 и 1857 годах были опубликованы его первые художественные произведения: сборник рассказов Bertha’s Christmas Vision: An Autumn Sheaf и сатирическая поэма Nothing to Do: A Tilt at our Best Society. В 1857 году он вновь поступил в Богословскую школу Гарварда, на этот раз окончив её в 1860 году со степенью доктора богословия. После завершения учёбы Элджер предпринял путешествие по странам Европы, продлившееся семь месяцев.
В 1861 году, когда в США началась гражданская война, он был призван на фронт и воевал в составе армии Союза, но в июле 1863 года сумел добиться своего увольнения с военной службы. Спустя год в Нью-Йорке был опубликован (в виде «истории с продолжением») его первый роман, Marie Bertrand: The Felon’s Daughter, тогда же он начал сотрудничать с ведущими литературными журналами города. В декабре 1864 года Элджер был рукоположён в священство и в качестве пастора получил приход в Брюстере, Массачусетс, продолжая заниматься написанием литературных произведений. Поскольку Элджер был педофилом, он завёл сексуальные отношения с несколькими местными мальчиками, о чём в начале 1866 года стало известно его пастве. Когда началось расследование, он не стал отрицать случившегося и пошёл на сделку с судебными чиновниками, согласно условиям которой его не арестовывали, но он обещал сложить с себя сан пастора и никогда более не поступать на церковную службу. После этого Элджер переехал в Нью-Йорк и занимался в основном литературным трудом; главной темой его произведений с этого момента стала жизнь и судьбы бездомных детей, которых было много в городе после Гражданской войны. В 1867 году — первоначально в виде двенадцати «историй с продолжением» — был опубликован один из самых известных его романов, Ragged Dick; позднее появились ставшие также весьма популярными Luck and Pluck, Tattered Tom и другие. Несмотря на успех, финансовое положение Элджера не было стабильным, поэтому периодически он подрабатывал домашним репетиторством. В начале 1877 года, находясь в творческом кризисе, отправился сначала в Калифорнию, а затем в морское путешествие до мыса Горн, вернувшись в Нью-Йорк в конце того же года. Известно, что в 1881 и 1883 годах в его квартире жили несовершеннолетние мальчики, которых он взял с улицы.
В последние два десятилетия XIX века, по мнению литературоведов, качество произведений Элджера упало, сюжеты их часто повторяли более ранние его работы, также в них значительно возросло число эпизодов с насилием и жестокостью. Он продолжал сотрудничать с несколькими журналами, но популярность его падала. К 1896 году здоровье Элджера серьёзно ухудшилось, поэтому он решил переехать в дом своей сестры Оливии и её мужа в Нейтике. Последние два года своей жизни он сильно страдал от астмы и бронхита, его смерть, наступившая там же в 1899 году, была практически не замечена в США.

## Творчество
Тематикой большей части произведений Элджера является жизненный путь бездомных нищих детей, которые самостоятельно, преодолев многочисленные трудности и неудачи, добиваются в итоге богатства, успеха, счастливой жизни и даже славы благодаря тому, что остаются честными, неунывающими и трудолюбивыми. При жизни его творчество оценивалось читателями весьма высоко, а его произведения быстро продавались; общее число изданных экземпляров его произведений оценивается в двадцать миллионов; из-за точности в описании им быта бездомных детей возникли даже слухи, что его произведения основаны на автобиографическом опыте, что он, как и его герои, выбился в люди из нищеты. Критика также не обошла вниманием его романы: благодаря творчеству Элджера в американском литературоведении появились такие термины, как «элджеровский герой» (бездомный мальчик, который с помощью тяжёлого честного труда и благородных поступков достигает успеха) и «rags-to-riches» (название, данное жанру таких произведений). Вместе с тем критики отмечали, что почти всегда в его произведениях моментом, оказывающим решающее влияние на дальнейшую судьбу героя, оказывается не, например, стойкость в тяжёлой работе, а случайное оказание помощи какому-либо богатому человеку, который затем становится его покровителем и устраивает его будущее. Более поздними критиками сюжеты, диалоги и другие детали многих его книг оцениваются как откровенно слабые и даже «плохие».